# Porträtt av Venny Soldan-Brofeldt
Porträtt av Venny Soldan-Brofeldt är en oljemålning av Hanna Pauli från 1887.
Hanna Pauli, då Hanna Hirsch, målade porträttet av sin finländska väninna och konstnärskollega Venny Soldan, senare Venny Soldan-Brofeldt 1886–1887 i Frankrike, där hon samma år målade sin mest kända tavla, Frukostdags. De båda konstnärerna, som då var 23–24 år gamla, vistades tillsammans i Frankrike och hade en gemensam ateljé i Montparnasse i Paris och studerade på Académie Colarossi. Hanna Hirsch hade börjat studera konst i Stockholm på Tekniska skolan och på Fruntimmersavdelningen på Kungliga Konstakademien, och fortsatte sedan i Frankrike efter det att en konstutbildning för kvinnor öppnats i Paris 1884, tillsammans med andra unga kvinnor från Norden, bland dem Eva Bonnier, Jenny Nyström och Venny Soldan.
Hanna Hirschs porträtt av Venny Soldan målades i deras gemensamma ateljé och Venny Soldan är avporträtterad sittande på ateljéns golv framåtböjd med utsträckta ben, öppen mun och med en utstrålning långt från borgerliga konvenanser. Det ansågs på denna tid opassande att avbilda en borgerlig kvinna på detta avspända sätt, med ledig klädsel och oförfinat uppförande.
Porträttet av Venny Soldan blev antaget att utställas på Parissalongen 1887. Samma år förälskade sig Hanna Hirsch i Paris i konstnärskollegan Georg Pauli och de återvänder till Sverige och gifte sig där i oktober 1887. Venny Soldan gifte sig 1891 med Johannes Brofeldt (senare Juhani Aho). Hanna Pauli och Venny Soldan-Brofeldt upprätthöll en livslång vänskap och brevväxling.
Målningen inköptes 1911 till Göteborgs konstmuseum, där den finns idag.